# Андреа Сестіні Главачкова
Андреа Сестіні Главачкова (чеськ. Andrea Sestini Hlaváčková), до шлюбу Главачкова (10 серпня 1986) — чеська тенісистка, олімпійська медалістка. 
Найвищим успіхом Главачкової на турнірах Великого шолома стала перемога у Відкритому чемпіонаті Франції 2011 у парі з Луціє Градецькою. У міксті вона разом із Максом Мирним перемогла на Відкритому чемпіонаті США 2013. На тому ж турнірі вона разом із Луціє Градецькою перемогла в жіночому парному розряді. 
Срібну олімпійську медаль Главачкова виборола разом з Градецькою на літніх Олімпійських іграх 2012 у Лондоні в парному розряді. Чеська пара поступилася в фіналі американкам Серені та Вінус Вільямс.

## Фінали турнірів WTA

### Одиночний розряд: 1 (поразка)
| Легенда                      |
| ---------------------------- |
| Турніри Великого шлему (0–0) |
| Турніри WTA 1000 (0–0)       |
| Турніри WTA 500 (0–0)        |
| Турніри WTA 250 (0–1)        |

| Фінали за покриттям |
| ------------------- |
| Тверде (0–0)        |
| Трава (0–0)         |
| Ґрунт (0–1)         |
| Килим (0–0)         |

| Результат | В-П | Дата     | Турнір                  | Категорія     | Покриття | Опонент          | Рахунок  |
| --------- | --- | -------- | ----------------------- | ------------- | -------- | ---------------- | -------- |
| Поразка   | 0–1 | Лип 2013 | Gastein Ladies, Австрія | International | Ґрунт    | Івонн Мойсбургер | 5–7, 2–6 |

### Парний розряд: 50 (27 титулів, 23 поразки)
| Легенда                           |
| --------------------------------- |
| Grand Slam (2–4)                  |
| Теніс на Олімпійських іграх (0–1) |
| Фінал WTA (1–1)                   |
| WTA 1000 (3–5)                    |
| WTA 500 (4–6)                     |
| WTA 250 (17–6)                    |

| Результат | В-П   | Дата     | Турнір                                                | Категорія     | Покриття      | Партнер            | Опоненти                                  | Рахунок                |
| --------- | ----- | -------- | ----------------------------------------------------- | ------------- | ------------- | ------------------ | ----------------------------------------- | ---------------------- |
| Перемога  | 1–0   | Тра 2007 | Prague Open, Чехія                                    | Tier IV       | Ґрунт         | Петра Цетковська   | Цзи Чуньмей Сунь Шеннань                  | 7–6(9–7), 6–2          |
| Перемога  | 2–0   | Кві 2008 | Prague Open, Чехія (2)                                | Tier IV       | Ґрунт         | Луціє Градецька    | Джилл Крейбас Міхаелла Крайчек            | 1–6, 6–3, [10–6]       |
| Перемога  | 3–0   | Лип 2008 | Gastein Ladies, Австрія                               | Tier III      | Ґрунт         | Луціє Градецька    | Сесил Каратанчева Наташа Зорич            | 6–3, 6–3               |
| Перемога  | 4–0   | Лип 2009 | Gastein Ladies, Австрія (2)                           | International | Ґрунт         | Луціє Градецька    | Татьяна Марія Андреа Петкович             | 6–2, 6–4               |
| Перемога  | 5–0   | Січ 2010 | Brisbane International, Австралія                     | International | Тверде        | Луціє Градецька    | Мелінда Цінк Аранча Парра Сантонха        | 2–6, 7–6(7–3), [10–4]  |
| Поразка   | 5–1   | Лют 2011 | U.S. National Indoor Championships, США               | International | Тверде (i)    | Луціє Градецька    | Ольга Говорцова Алла Кудрявцева           | 3–6, 6–4, [8–10]       |
| Перемога  | 6–1   | Кві 2011 | Гран-прі принцеси Лалли Мер'єм, Марокко               | International | Ґрунт         | Рената Ворачова    | Ніна Братчикова Сандра Клеменшиц          | 6–3, 6–4               |
| Перемога  | 7–1   | Тра 2011 | Brussels Open, Бельгія                                | Premier       | Ґрунт         | Галина Воскобоєва  | Клаудія Янс-Ігначик Аліція Росольська     | 3–6, 6–0, [10–5]       |
| Перемога  | 8–1   | Чер 2011 | Відкритий чемпіонат Франції з тенісу, Франція         | Grand Slam    | Ґрунт         | Луціє Градецька    | Саня Мірза Олена Весніна                  | 6–4, 6–3               |
| Поразка   | 8–2   | Лип 2011 | Internazionali Femminili di Tennis di Palermo, Італія | International | Ґрунт         | Клара Коукалова    | Сара Еррані Роберта Вінчі                 | 5–7, 1–6               |
| Перемога  | 9–2   | Січ 2012 | WTA Auckland Open, Нова Зеландія                      | International | Тверде        | Луціє Градецька    | Юлія Гергес Флавія Пеннетта               | 6–7(2–7), 6–2, [10–7]  |
| Перемога  | 10–2  | Лют 2012 | National Indoors, U.S.                                | International | Тверде (i)    | Луціє Градецька    | Віра Душевіна Ольга Говорцова             | 6–3, 6–4               |
| Поразка   | 10–3  | Лип 2012 | Вімблдонський турнір, UK                              | Grand Slam    | Трава         | Луціє Градецька    | Серена Вільямс Вінус Вільямс              | 5–7, 4–6               |
| Поразка   | 10–4  | Сер 2012 | Теніс на Олімпійських іграх                           | Olympics      | Тверде        | Луціє Градецька    | Серена Вільямс Вінус Вільямс              | 4–6, 4–6               |
| Перемога  | 11–4  | Сер 2012 | Мастерс Цинциннаті, U.S.                              | Premier 5     | Тверде        | Луціє Градецька    | Катарина Среботнік Чжен Цзє               | 6–1, 6–3               |
| Поразка   | 11–5  | Сер 2012 | Connecticut Open, U.S.                                | Premier       | Тверде        | Луціє Градецька    | Лізель Губер Ліза Реймонд                 | 6–4, 0–6, [4–10]       |
| Поразка   | 11–6  | Вер 2012 | Відкритий чемпіонат США з тенісу, США                 | Grand Slam    | Тверде        | Луціє Градецька    | Сара Еррані Роберта Вінчі                 | 4–6, 2–6               |
| Перемога  | 12–6  | Жов 2012 | BGL Luxembourg Open, Люксембург                       | International | Тверде (i)    | Луціє Градецька    | Ірина-Камелія Бегу Моніка Нікулеску       | 6–3, 6–4               |
| Поразка   | 12–7  | Жов 2012 | Фінал WTA, Туреччина                                  | WTA Фінали    | Тверде (i)    | Луціє Градецька    | Марія Кириленко Надія Петрова             | 1–6, 4–6               |
| Поразка   | 12–8  | Лют 2013 | Open GDF Suez, Франція                                | Premier       | Тверде (i)    | Лізель Губер       | Сара Еррані Роберта Вінчі                 | 1–6, 1–6               |
| Поразка   | 12–9  | Кві 2013 | Charleston Open, U.S.                                 | Premier       | Ґрунт (green) | Лізель Губер       | Крістіна Младенович Луціє Шафарова        | 3–6, 6–7(6–8)          |
| Перемога  | 13–9  | Лип 2013 | Budapest Grand Prix, Угорщина                         | International | Ґрунт         | Луціє Градецька    | Ніна Братчикова Анна Татішвілі            | 6–4, 6–1               |
| Перемога  | 14–9  | Вер 2013 | US Open, США                                          | Grand Slam    | Тверде        | Луціє Градецька    | Ешлі Барті Кейсі Деллаква                 | 6–7(4–7), 6–1, 6–4     |
| Поразка   | 14–10 | Вер 2013 | Tournoi de Québec, Канада                             | International | Килим (i)     | Луціє Градецька    | Алла Кудрявцева Анастасія Родіонова       | 4–6, 3–6               |
| Поразка   | 14–11 | Вер 2014 | Tournoi de Québec, Канада                             | International | Килим (i)     | Юлія Гергес        | Луціє Градецька Мір'яна Лучич-Бароні      | 3–6, 6–7(8–10)         |
| Перемога  | 15–11 | Жов 2014 | China Open, КНР                                       | Premier M     | Тверде        | Пен Шуай           | Кара Блек Саня Мірза                      | 6–4, 6–4               |
| Поразка   | 15–12 | Лют 2015 | Abierto Mexicano TELCEL, Мексика                      | International | Тверде        | Луціє Градецька    | Лара Арруабаррена Марія Тереса Торро Флор | 6–7(2–7), 7–5, [11–13] |
| Поразка   | 15–13 | Чер 2015 | Birmingham Classic, UK                                | Premier       | Трава         | Луціє Градецька    | Гарбінє Мугуруса Карла Суарес Наварро     | 4–6, 4–6               |
| Поразка   | 15–14 | Жов 2015 | Linz Open, Австрія                                    | International | Тверде        | Луціє Градецька    | Ракел Атаво Абігейл Спірс                 | 3–6, 5–7               |
| Поразка   | 15–15 | Січ 2016 | Відкритий чемпіонат Австралії з тенісу, Австралія     | Grand Slam    | Тверде        | Луціє Градецька    | Мартіна Хінгіс Саня Мірза                 | 6–7(1–7), 3–6          |
| Перемога  | 16–15 | Кві 2016 | Prague Open, Чехія (3)                                | International | Ґрунт         | Маргарита Гаспарян | Марія Ірігоєн Пауля Каня                  | 6–4, 6–2               |
| Перемога  | 17–15 | Чер 2016 | Nottingham Open, UK                                   | International | Трава         | Пен Шуай           | Габріела Дабровскі Ян Чжаосюань           | 7–5, 3–6, [10–7]       |
| Перемога  | 18–15 | Вер 2016 | Tournoi de Québec, Канада                             | International | Килим (i)     | Луціє Градецька    | Алла Кудрявцева Олександра Панова         | 7–6(7–2),7–6(7–2)      |
| Перемога  | 19–15 | Жов 2016 | Кубок Кремля, Росія                                   | Premier       | Тверде (i)    | Луціє Градецька    | Дарія Савілл Дарія Касаткіна              | 4–6, 6–0, [10–7]       |
| Перемога  | 20–15 | Січ 2017 | WTA Shenzhen Open, КНР                                | International | Тверде        | Пен Шуай           | Ралука Олару Ольга Савчук                 | 6–1, 7–5               |
| Поразка   | 20–16 | Січ 2017 | Australian Open, Австралія                            | Grand Slam    | Тверде        | Пен Шуай           | Бетані Маттек-Сендс Луціє Шафарова        | 7–6(7–4), 3–6, 3–6     |
| Поразка   | 20–17 | Лют 2017 | Dubai Tennis Championships, UAE                       | Premier 5     | Тверде        | Пен Шуай           | Катерина Макарова Олена Весніна           | 2–6, 6–4, [7–10]       |
| Перемога  | 21–17 | Тра 2017 | Марокко Open, Марокко (2)                             | International | Ґрунт         | Тімеа Бабош        | Ніна Стоянович Марина Заневська           | 2–6, 6–3, [10–5]       |
| Поразка   | 21–18 | Тра 2017 | Мастерс Мадрид, Іспанія                               | Premier M     | Ґрунт         | Тімеа Бабош        | Латіша Чжань Мартіна Хінгіс               | 4–6, 3–6               |
| Перемога  | 22–18 | Вер 2017 | Tournoi de Québec, Канада (2)                         | International | Килим (i)     | Тімеа Бабош        | Б'янка Андреєску Карсон Бренстін          | 6–3, 6–1               |
| Перемога  | 23–18 | Вер 2017 | Tashkent Open, Узбекистан                             | International | Тверде        | Тімеа Бабош        | Хібіно Нао Оксана Калашникова             | 7–5, 6–4               |
| Поразка   | 23–19 | Жов 2017 | КНР Open, КНР                                         | Premier M     | Тверде        | Тімеа Бабош        | Чжань Юнжань Мартіна Хінгіс               | 1–6, 4–6               |
| Перемога  | 24–19 | Жов 2017 | Kremlin Cup, Росія (2)                                | Premier       | Тверде (i)    | Тімеа Бабош        | Ніколь Меліхар Анна Сміт                  | 6–2, 3–6, [10–3]       |
| Перемога  | 25–19 | Жов 2017 | WTA Фінали, Сінгапур                                  | WTA Фінали    | Тверде (i)    | Тімеа Бабош        | Кікі Бертенс Юганна Ларссон               | 4–6, 6–4, [10–5]       |
| Поразка   | 25–20 | Січ 2018 | Sydney International, Австралія                       | Premier       | Тверде        | Латіша Чжань       | Габріела Дабровскі Сюй Їфань              | 3–6, 1–6               |
| Поразка   | 25–21 | Тра 2018 | Мастерс Рим, Італія                                   | Premier 5     | Ґрунт         | Барбора Стрицова   | Ешлі Барті Демі Схюрс                     | 3–6, 4–6               |
| Перемога  | 26–21 | Сер 2018 | Connecticut Open, U.S.                                | Premier       | Тверде        | Барбора Стрицова   | Сє Шувей Лаура Зігемунд                   | 6–4, 6–7(7–9), [10–4]  |
| Поразка   | 26–22 | Вер 2018 | Toray Pan Pacific Open, Японія                        | Premier       | Тверде (i)    | Барбора Стрицова   | Като Мію Макото Ніномія                   | 4–6, 4–6               |
| Поразка   | 26–23 | Вер 2018 | Wuhan Open, КНР                                       | Premier 5     | Тверде        | Барбора Стрицова   | Елісе Мертенс Демі Схюрс                  | 3–6, 3–6               |
| Перемога  | 27–23 | Жов 2018 | КНР Open, КНР (2)                                     | Premier M     | Тверде        | Барбора Стрицова   | Габріела Дабровскі Сюй Іфань              | 4–6, 6–4, [10–8]       |

## Зовнішні посилання
- Досьє на сайті WTA [Архівовано 15 серпня 2012 у Wayback Machine.]